# Чемпионат Европы по фигурному катанию 1948
Чемпионат Европы по фигурному катанию 1948 года проходил в Праге (Чехословакия). Чемпионат проводился в категориях мужское одиночное катание, женское одиночное фигурное катание и парное катание. Кроме европейских спортсменов в нём приняли участие фигуристки из Канады и США. У мужчин единственный раз за всю историю чемпионатов Европы победил спортсмен с другого континента — представитель США Ричард Баттон, у женщин также победила спортсменка с другого континента — представитель Канады Барбара Скотт, став двукратной чемпионкой Европы, среди пар победили венгры Андреа Кекешши и Эде Кирай.

## Результаты

### Мужчины
| Место | Имя               | Страна       |
| ----- | ----------------- | ------------ |
| 1     | Ричард Баттон     | США          |
| 2     | Ганс Гершвиллер   | Швейцария    |
| 3     | Эди Рада          | Австрия      |
| 4     | Эде Кирай         | Венгрия      |
| 5     | Джон Леттенгарвер | США          |
| 6     | Зденек Фикар      | Чехословакия |
| 7     | Гельмут Зайбт     | Австрия      |
| 8     | Владислав Чап     | Чехословакия |
| 9     | Йозеф Дедич       | Чехословакия |

### Женщины
| Место | Имя                     | Страна         |
| ----- | ----------------------- | -------------- |
| 1     | Барбара Скотт           | Канада         |
| 2     | Ева Павлик              | Австрия        |
| 3     | Алена Врзанёва          | Чехословакия   |
| 4     | Иржина Неколова         | Чехословакия   |
| 5     | Жанетт Альтвегг         | Великобритания |
| 6     | Дагмар Лерхова          | Чехословакия   |
| 7     | Андреа Кекешши          | Венгрия        |
| 8     | Бриджит Адамс           | Великобритания |
| 9     | Марион Дэвис            | Великобритания |
| 10    | Барбара Уайетт          | Великобритания |
| 11    | Марта Мусилек           | Австрия        |
| 12    | Милена Тумова           | Чехословакия   |
| 13    | Ингеборг Солар          | Австрия        |
| 14    | Ева Линднер             | Венгрия        |
| 15    | Хильдегарда Аппельтауэр | Австрия        |
| 16    | Марика Саари            | Венгрия        |
| 17    | Берил Бейли             | Великобритания |
| 18    | Роберта Шолден          | США            |
| 19    | Вера Масакова           | Чехословакия   |

### Пары
| Место | Имя                                   | Страна         |
| ----- | ------------------------------------- | -------------- |
| 1     | Андреа Кекешши / Эде Кирай            | Венгрия        |
| 2     | Блажена Книтлова / Карел Возатка      | Чехословакия   |
| 3     | Герта Ратценхофер / Эмиль Ратценхофер | Австрия        |
| 4     | Джоан Томпсон / Роберт Огилви         | Великобритания |
| 5     | Дженнифер Никс / Джон Никс            | Великобритания |
| 6     | Марианна Надь / Ласло Надь            | Венгрия        |
| 7     | Дьёрдь Ботонд / Ференц Кертес         | Венгрия        |
| 8     | Сузи Гибиш / Гельмут Зайбт            | Австрия        |
| 9     | Дагмар Хруба / Иржи Осенасек          | Чехословакия   |
| 10    | Элли Штарк / Гарри Гарайс             | Австрия        |
| 11    | П. Преносилова / Франтишек Ланди      | Чехословакия   |